# Nachal Chachlil
Nachal Chachlil (hebrejsky: נחל חכליל) je vádí v Judských horách a pahorkatině Šefela v Izraeli.
Začíná v nadmořské výšce necelých 500 metrů západně od vesnice al-Qilla na Západním břehu Jordánu, v kopcovité a řídce zalidněné krajině. Směřuje pak k severozápadu mírně se zablubujícím údolím a brzy vstupuje na území Izraele, kde začíná údolí pokrývat souvislý lesní komplex. Ze severovýchodu míjí vesnici Nechuša a od východu přijímá vádí Nachal Šela. Od jihozápadu obchází vesnici Cafririm, kde u pahorku Giv'at Šama od jihu přijímá vádí Nachal Joreš. Vede potom k severu mezi vesnicemi Srigim a Giv'at Ješa'jahu. Po dně údolí v tomto úseku vede dálnice číslo 38. Od jihovýchodu sem ústí vádí Nachal Šua a Nachal Socho. Severovýchodně od obce Srigim, poblíž křižovatky dálnice číslo 38 a lokální silnice 375, ústí Nachal Chachlil zleva do toku Nachal ha-Ela.